# Henriette Vogel

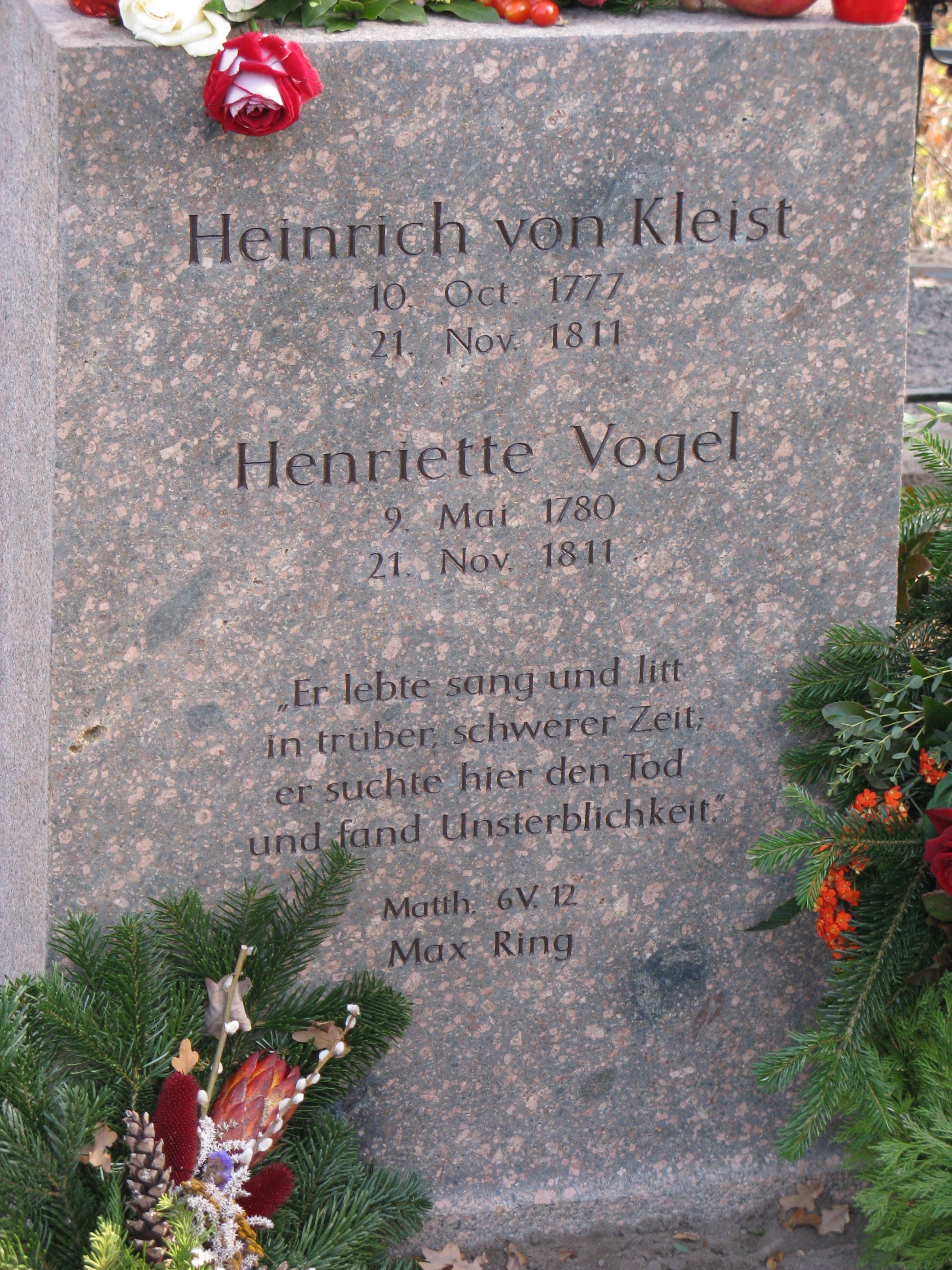
Restaurierter Grabstein von Heinrich von Kleist und Henriette Vogel

Adolphine Sophie Henriette Vogel, geb. Keber, (* 9. Mai 1780 in Berlin; † 21. November 1811 am Stolper Loch) war eine Freundin Heinrich von Kleists, mit dem zusammen sie in den Tod ging.

## Leben
Henriette Keber wurde als dritte Tochter und einziges das Säuglingsalter überlebende Kind des Kaufmanns Carl Adolph Keber (1746–1815) und dessen Frau Caroline-Marie Tugendreich geb. Saft (1749–1803) geboren. 1799 heiratete sie den Landrentmeister Friedrich Ludwig Vogel, genannt Louis, (1773–1843). Ihr wurde nachgesagt, dass sie eine wunderbare Hausfrau und Gesellschafterin mit Verstand für Poesie, Kunst und Musik gewesen sei, die sich in solchem selbst übte, so dass sie in Gesellschaft mit Klavierspiel und Gesang entzücken konnte. Zwischen 1800 und 1804 gebar sie vier Kinder, von denen drei als Säuglinge starben. Nur die mittlere Tochter Ida Pauline (1802–1892) überlebte die Kindheit, heiratete später den Arzt Gottlieb Wilhelm Eck und wurde die Mutter von Paul Eck und über ihre Tochter Johanne von Stosch Urgroßmutter von Ulrich von Hassell.
Henriette Vogel lernte Heinrich von Kleist vermutlich 1809 durch dessen Freund Adam Müller, einen Mitschüler ihres Mannes Louis Vogel im Gymnasium zum Grauen Kloster in Berlin, kennen und schloss, da sie beide Ähnlichkeiten beieinander fanden, bald Freundschaft mit ihm. Sie teilten die Liebe zur Musik, und laut Ernest Peguilhen soll Henriette Vogel ihren Freund gebeten haben, ihr die Kriegskunst zu erläutern sowie das Fechten beizubringen. Das Verhältnis zwischen beiden wurde im Herbst 1811 inniger, blieb jedoch, laut Zeitgenossen, keine leidenschaftliche, sondern eine rein geistige Liebe. Dies behauptete Adam Müller, der selbst eine Zeit lang in Henriette verliebt gewesen war. Auch Marie von Kleist, eine angeheiratete Verwandte Kleists, sorgte dafür, dass diese Behauptung gestreut wurde. Berühmt wurde Henriette Vogels „Liebeslitanei“, die sie an Heinrich von Kleist im November 1811 verfasste, in dem sie ihn mit Koseworten und Liebesnamen überhäuft.
Ein erhaltenes Dokument, nämlich eine Eintragung in das Taufbuch der französisch-reformierten Gemeinde Berlin-Friedrichstadt vom 16. November 1810, belegt, dass Heinrich von Kleist und Henriette Vogel neben zwölf anderen Personen Taufpaten von Isidora Marie Cäcilie Kunigunde Müller, der am 27. Oktober geborenen Tochter von Adam und Sophie Müller, waren. Beide waren bei der Taufe des Kindes anwesend. Auch Julie Eberhardi, eine verwitwete Geheimrätin, wird in diesem Dokument als Patin benannt. Mit dieser unterhielt Louis Vogel vermutlich eine Affäre und heiratete sie nur wenige Monate nach Henriettes Tod. Ihr vermachte Henriette in ihrem Brief vom 21. November 1811 „unsre kleine messingne Kaffeemaschine“.
Laut Obduktionsbericht war Henriette Vogel unheilbar an Gebärmutterkrebs erkrankt. Der Arzt Johann Benjamin Erhard, bei dem Henriette Vogel in Behandlung war, schreibt am 26. November 1811: „Diese Frau konsultierte mich vor drei Jahren über eine unheilbare Krankheit, die sie auf die Äußerung eines Arztes haben sollte; ich fand die Sache nicht so schlimm, gab ihr Mittel, und glaubte sie so weit hergestellt, worüber ich auch Professor Froriep, der damals hier war, konsultierte; der Mann aber, der eine Abneigung gegen sie bekam, entzog sich ihr, behandelte sie aber mit Achtung.“ Ob sie einen qualvollen Tod gefürchtet hat, ist nicht belegt. Sie äußerte jedoch des Öfteren den Wunsch zu sterben, wagte aber nicht, sich selbst das Leben zu nehmen. Mit Kleist, der selbst seit seiner Jugend solche Gedanken gehegt hatte, hatte sie also, wie umgekehrt auch er, den idealen Partner zum Sterben gefunden.
An ihren Mann Louis Vogel schrieb sie am 20. November 1811: „Nicht länger kann ich mehr das Leben ertragen, denn es legt sich mir mit eisernen Banden an mein Herz – nenne es Krankheit, Schwäche, oder wie du es sonst magst, ich weiß es selbst nicht zu nennen – nur so viel weiß ich zu sagen, daß ich meinem Tode als dem größten Glücke entgegensehe; (...)“ In Henriette Vogels Brief heißt es weiter: „könnte ich Euch doch alle, die ich liebe, mitnehmen, möchtet Ihr doch bald zum ewigen herrlichen Verein folgen, ach! dann bliebe mir gar nichts zu wünschen übrig. Kleist, der mein treuer Gefährte im Tode, wie er im Leben war, sein will, wird meine Überkunft besorgen und sich alsdann selbst erschießen.“ Nach ihrem Tod zitierte der Witwer aus diesem Brief in ihrer Todesanzeige.
Am 21. November 1811 erschoss Kleist zuerst die Freundin und dann sich selbst in der Nähe des Wannsees bei Potsdam. Die Abschiedsbriefe, welche die beiden noch in Berlin, am Tag ihrer Abfahrt nach Wannsee, und in der Nacht, die sie dort im Gasthof Stimming verbracht hatten, verfasst haben, gehören heute zur Weltliteratur.
Nachlassverwalter sowohl von Henriette Vogel als auch von Heinrich von Kleist war der Adressat des gemeinsamen Abschiedsbriefs, Ernst Friedrich von Lavergne-Peguilhen (1769–1845), der unmittelbar nach dem Geschehen um Verständnis für sie warb und eine – allerdings nie erschienene – Rechtfertigungsschrift ankündigte.
Das gemeinsame Grab der beiden am Kleinen Wannsee (Bismarckstraße) zieht immer wieder viele Besucher an. Es wurde anlässlich des 200. Todestages neu gestaltet. Bei der Gelegenheit wurde ein direkter Zugang vom Bahnhof Wannsee zum Grab gebaut. Der 1936 aufgestellte Stein wurde umgedreht und trägt jetzt vorne den ursprünglichen, 1941 von den Nationalsozialisten entfernten Text des jüdischen Schriftstellers Max Ring „Er lebte, sang und litt / in trüber, schwerer Zeit; / er suchte hier den Tod / und fand Unsterblichkeit.“, einen Verweis auf die Bibelstelle der Bitte aus dem Vaterunser „Vergib uns unsere Schuld, wie auch wir vergeben unsern Schuldigern“ (Mt 6,12 ) sowie Namen und Lebensdaten von Henriette Vogel und Heinrich von Kleist.

## Literarische Rezeption
- Tanja Langer: Wir sehn uns wieder in der Ewigkeit – Die letzte Nacht von Henriette Vogel und Heinrich von Kleist. dtv, München 2011, ISBN 978-3-423-13981-6.
- Karin Reschke: Verfolgte des Glücks. Findebuch der Henriette Vogel. Rotbuch Verlag, Berlin 1982, ISBN 3-88022-266-5.

## Verfilmung
Amour Fou (2014), Regie Jessica Hausner